# Becchi Rossi
I Becchi Rossi sono una montagna della valle Stura, alta 2.261 m s.l.m.
Con Becchi Rossi si intende anche la zona dove si trova questa montagna, sotto la cui cima sono state realizzate delle fortificazioni. Queste fortificazioni, costruite tra il 1924 e il 1925, appartengono al Vallo Alpino del Littorio, e costituivano parte della linea difensiva del Regno d'Italia.

## Caratteristiche
I Becchi Rossi si trovano in alta Valle Stura, in Provincia di Cuneo, a cavallo tra il territorio del comune di Argentera e quello di Pietraporzio.
Con il termine Becchi Rossi si intende tutta una zona di carniole triassiche di colore giallo-arancio, adagiate sulla dorsale che divide l'asta principale della valle Stura di Demonte dal Vallone di Ferriere, un vallone laterale dove è situato il paese di Ferrere. Dalla sommità il corpo montuoso prosegue verso sud-ovest dando forma alle vette Auta di Barel, Monte Bassura e Rocco Verde, lungo il lato sud-est del vallone di Forneris la cui cresta corre lungo lo spartiacque dei due comuni.

## Ascensione alla vetta
La via normale prevede la partenza da Ferrere, dove si scende verso il vicino rio Ferriere. Si prosegue quindi in leggera salita attraverso il sentiero che taglia la pineta fino alla prima deviazione verso sinistra, che scende fino al torrente sottostante. Attraversato il torrente si segue il sentiero principale, ben battuto per tutta la sua lunghezza, fino a giungere alla cima. Il percorso è di tipo escursionistico, con difficoltà valutata in E.
Un secondo itinerario di risalita prevede la partenza da Murenz, una frazione di Pietraporzio.

## Le fortificazioni
Le entrate delle opere del Vallo Alpino sono parzialmente aperte, ma le opere medesime non sono soggette a manutenzione: è quindi sconsigliabile addentrarsi al loro interno, in quanto potrebbero verificarsi distacchi di blocchi dalla volta o altri fenomeni di frana e crollo. Le gallerie inoltre non sono illuminate, e presentano numerosi punti pericolosi, quali bivi e pozzi serviti da scalette metalliche.

## Ciclismo
Nella zona dei Becchi Rossi sono presenti diversi itinerari di cicloalpinismo, percorribili in mountain bike.

## Galleria d'immagini

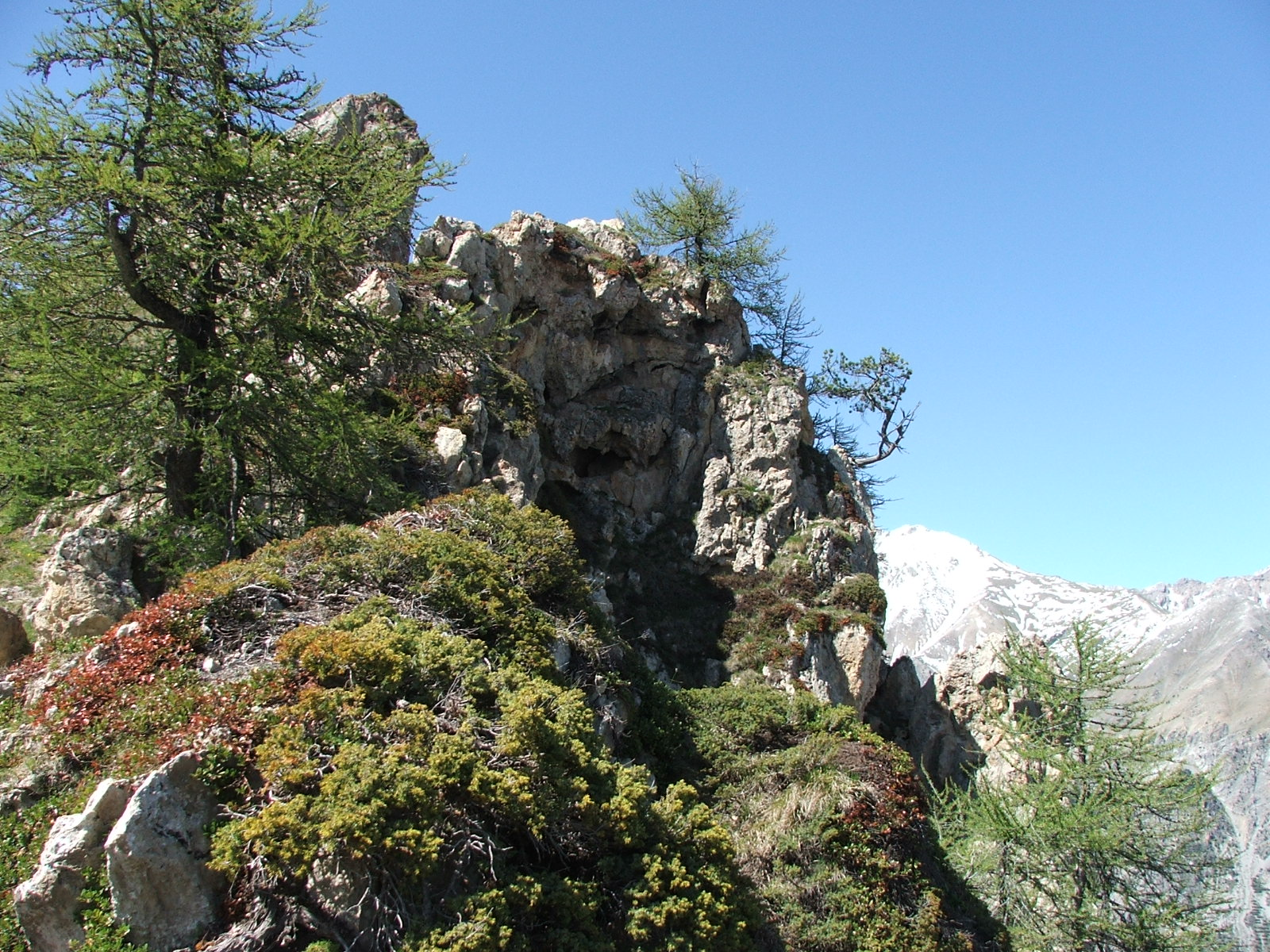
Scorcio sui Becchi rossi
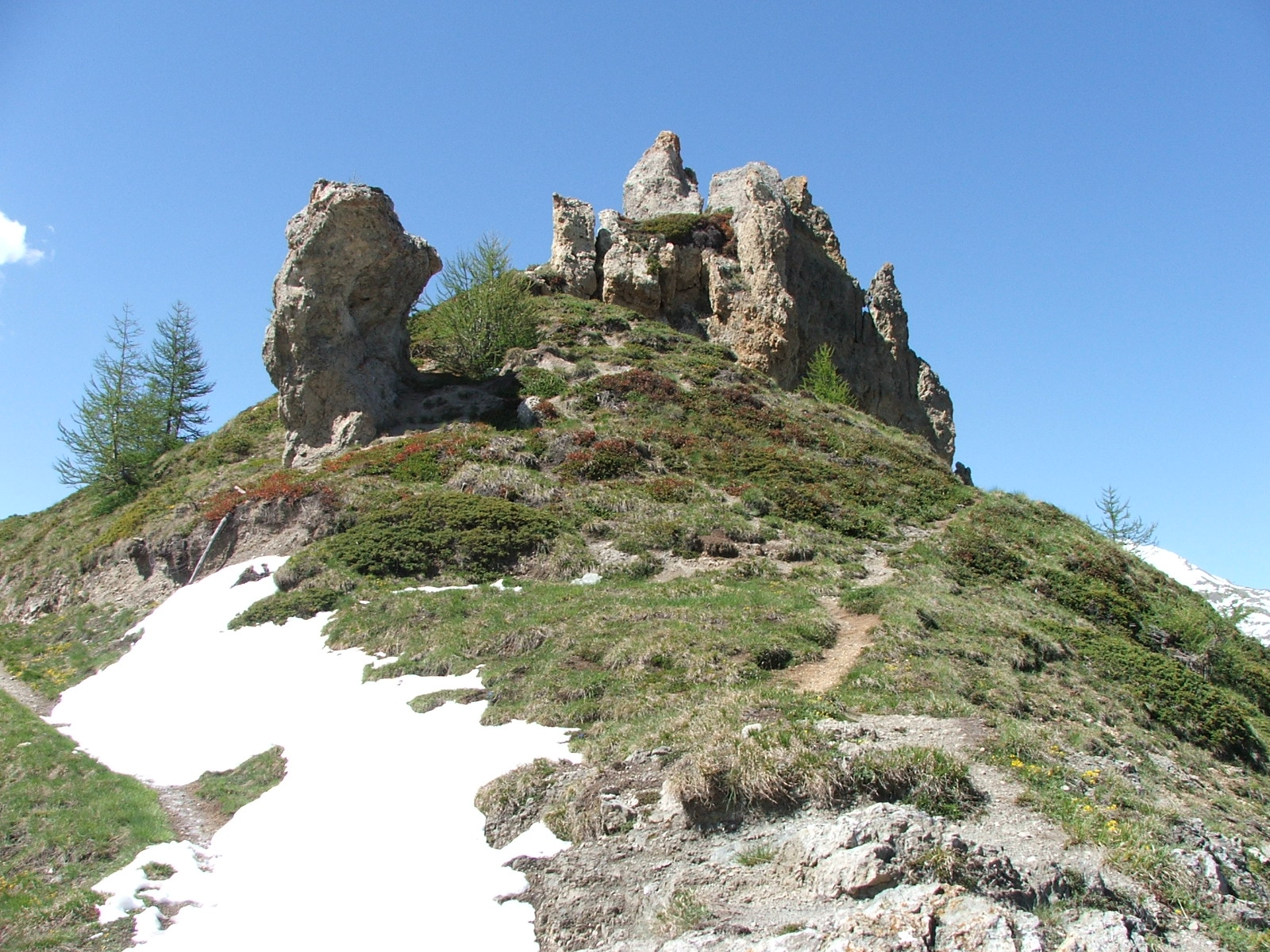
Scorcio sui Becchi rossi
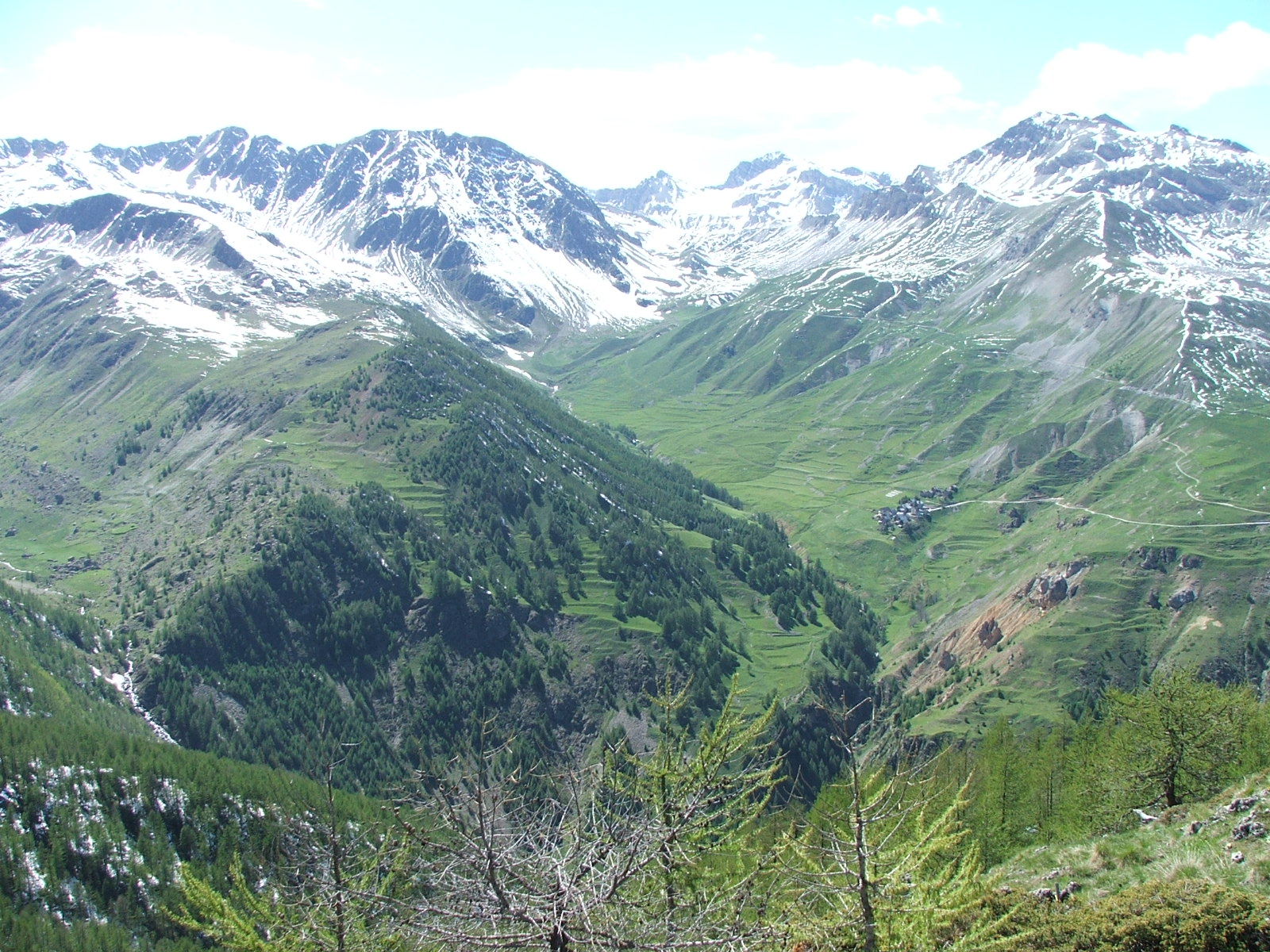
Vista su Ferrere dai Becchi Rossi
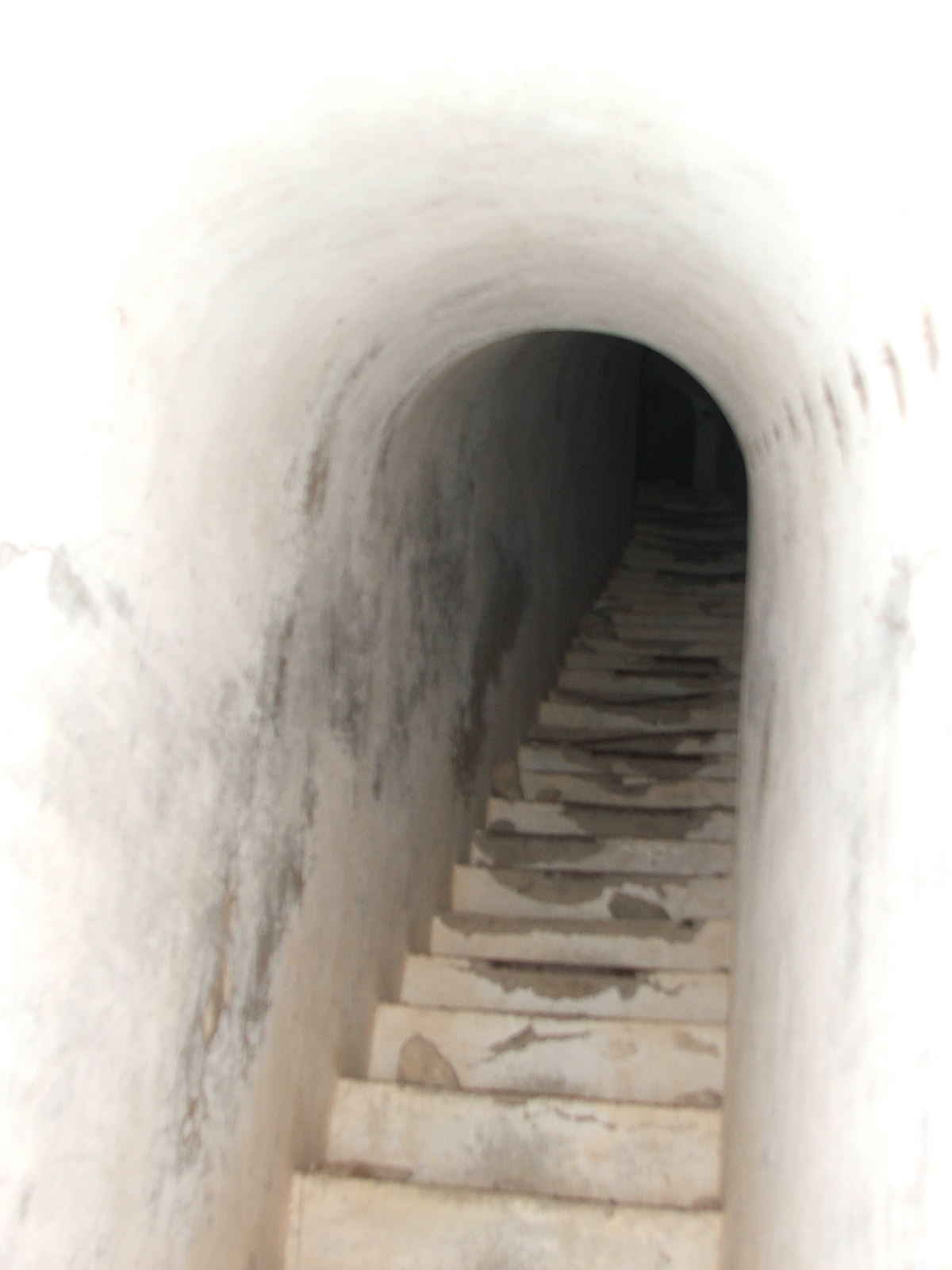
Fortificazioni ai Becchi Rossi
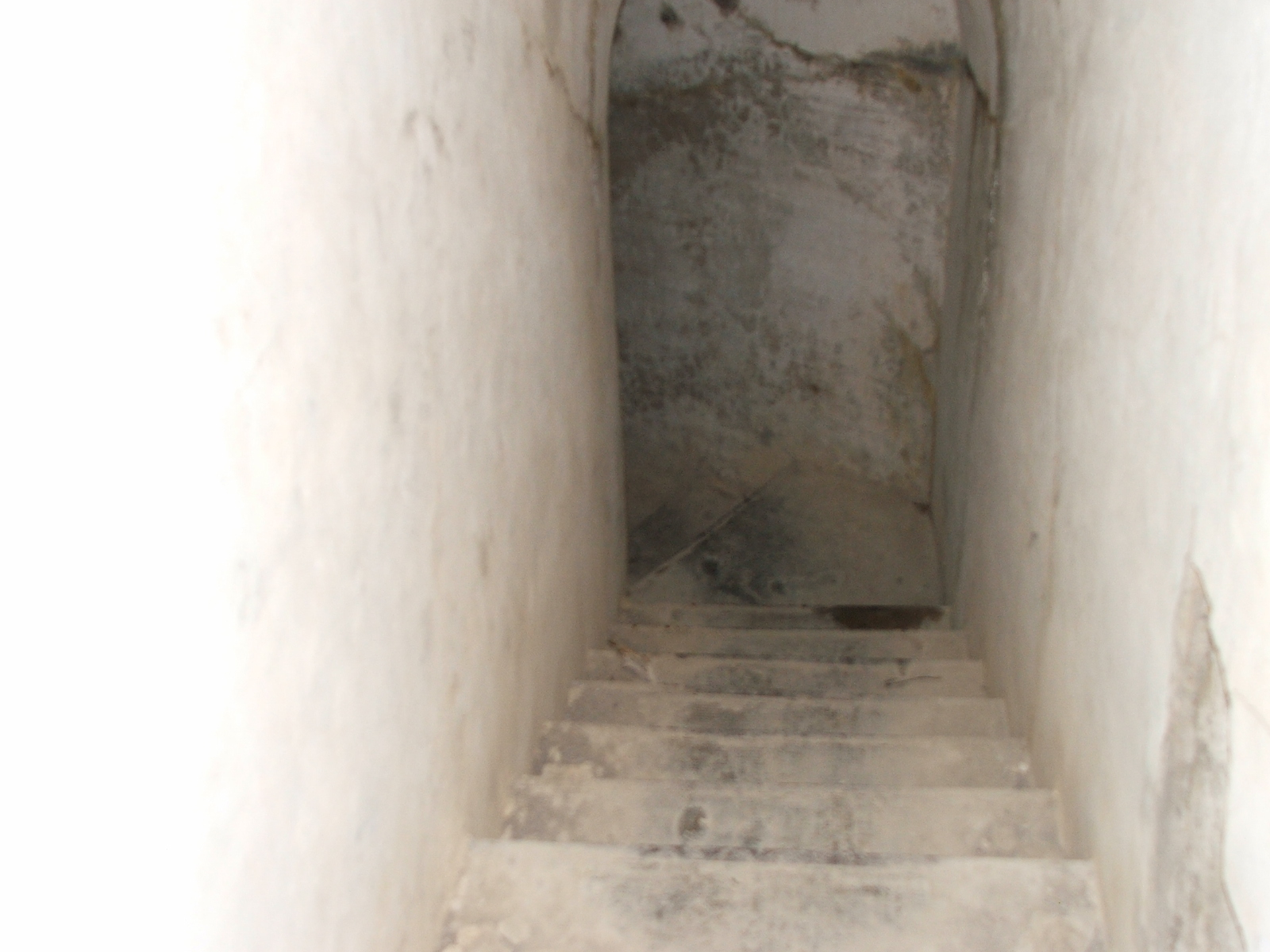
Fortificazioni ai Becchi Rossi